# 高岡直吉

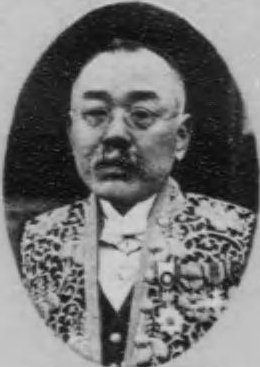
高岡直吉

高岡 直吉（たかおか ただよし、安政7年1月22日（1860年2月13日） - 昭和17年（1942年）9月1日）は、日本の内務省官僚・政治家。鹿児島県知事、島根県知事、宮崎県知事、初代札幌市長、錦鶏間祗候。勲二等瑞宝章。津和野藩出身。
北海道帝国大学総長である高岡熊雄は実弟にあたる。甥に高岡周夫がいる。

## 経歴
1860年、津和野藩士・高岡道敬、英の嫡男として石見国鹿足郡後田村（現・島根県鹿足郡津和野町後田）に生まれる。藩校養老館で学び、後に浜田県立英学所で学んだのち、官立東京英語学校から札幌農学校に進んだ。同校を卒業後の1882年（明治15年）山口県御用掛となり、1885年（明治18年）山口県立農学校の初代校長に就任する。1887年（明治20年）北海道に渡り、増毛外五郡長兼宗谷外三郡長を経て、1890年（明治23年）根室外九郡長に転じた。根室郡長在任中に北海道庁では最初の千島行政調査を行い、占守島に渡った。
1895年（明治28年）本庁に戻り、参事官に進み、殖民課長、小樽支庁長、内務部地方課長を歴任。1900年（明治33年）千島アイヌの調査のため色丹島に渡った。1902年（明治35年）土地制度と殖民事業調査のためアメリカとオーストラリアに渡ったのち、1908年（明治41年）宮崎県知事に就任。
1911年には島根県知事となる。初の島根県出身の島根県知事である。製紙や陶器、八雲塗などの産業振興に貢献した。その後鹿児島に渡り鹿児島県知事になり、桜島噴火災害に奮闘した。そして門司市長となる。札幌市会が直吉の門司市長職の満期を待って札幌市長就任の要請をし、1923年、初代札幌市長となる。札幌では電車事業の市営化の為、助川貞二郎との交渉に尽力し、1926年にその努力を実らせる。札幌市の下水道整備等、ライフラインの整備の基盤を作り上げた功労者として今尚札幌ではこの功績を称えられている。
1942年9月1日、東京で逝去。墓碑には「従三位勲二等 高岡直吉之命」と刻まれている。

## 年譜

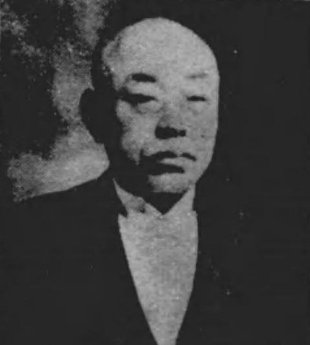
高岡直吉

- 1860年1月 - 島根県鹿足郡津和野町に生まれる
- 1875年 - 上京、東京英語学校入学
- 1908年 - 宮崎県知事就任
- 1911年 - 島根県知事就任
- 1918年 - 門司市長就任
  - 12月16日 - 錦鶏間祗候仰付[3]
- 1923年2月 - 初代札幌市長就任
- 1927年12月 - 後任に鹿児島県知事の後任でもあった橋本正治にその職を譲る
- 1942年9月1日 - 東京にて死去。享年83。従三位、勲二等に叙せられた。

## 栄典
- 1910年（明治43年）12月26日 - 勲三等瑞宝章[4]
- 1912年（明治45年）3月1日 - 従四位 [5]
- 1915年（大正4年）11月10日 - 大礼記念章[6]
- 1917年（大正6年）12月24日 - 勲二等瑞宝章[7]
- 1940年（昭和15年）8月15日 - 紀元二千六百年祝典記念章[8]

## 著書
- 『北千島調査報文』（北海道参事官復命書）、1975年

## 親族

左三つ巴

- 父：高岡道敬（津和野藩士）
  - 本人：高岡直吉
  - 妻：高岡 梅
    - 長男：高岡弘道
    - 妻：高岡 操
      - 孫：高岡直道

    - 二男：高岡正道
    - 妻：高岡 聡

  - 弟：高岡熊雄
    - 熊雄の三男：高岡周夫

## 墓所
- 多磨霊園（21区1種5側）にある。

## その他
1998年、生家跡に面した、津和野駅から津和野大橋にかけての町道は、高岡兄弟を称えて「高岡通り」と名付けられた。